# Федорівка (Барвінківська міська громада)
- Федорівка — село у колишній Богодарівській сільській раді колишнього Барвінковського району, нині — у Барвінківській міській громаді Ізюмського району Харківської області
- Федорівка — село у колишній Мечебилівській сільській раді колишнього Барвінковського району, нині — у Барвінківській міській громаді Ізюмського району Харківської області